# Скупштина у Београду (фебруар 1839)
Скупштина у Београду је одржана 13. фебруара 1839.

## Кнез Милош и Савет
Пред крај прве владе Кнеза Милоша народне скупштине састајале су се ређе него ранијих година, када су се по правилу састајале два пута годишње и по указаној потреби. Пореска и буџетска питања решавана су у Кнежевој канцеларији, a старешинама су само раздавани спискови колико порезе имају да прикупе у свом крају. Суспендујући први свој устав, против кога су били и Турска и Русија и главне народне старешине, Кнез Милош суспендовао је стварно и све одредбе које су се односиле на установу народне окупштане. Незадовољство у народу било је велико; желело се ограничити Кнежеву власт; Србија је улазила у једну оштру борбу у току које ће Милош абдицирати и, нешто доцније, сасвим напустити земљу и настанити се на својим имањима у Влашкој.
Турска, у споразуму са Русијом, издала је 1838. свој устав за Србију који је Кнез Милош морао да прими, утолико више што је и опозиција према њему у самој земљи била велика. Тај устав, којим су стварно била скучена права која је Србија на основу хатишерифа имала у питањима самосталне унутрашње управе, пренео је власт са Кнеза Милоша на Савет. Настали су велики сукоби између Кнеза и Савета, јер Кнез није могао да прими нови систем управе у земљи. Турским уставом народна скупштина уопште није била предвиђена; њу није хтела ни Турска ни Русија, a против ње су били и народни прваци који су седели у Савету, који су били потпуно заштићени уставом и настојали да кнежеву власт што више сузе. Кнез Милош је, међутим, желео да се одржи установа народне скупштине, онакве каква је она била од 1817. до 1835, али његови предлози нису били усвојени. Да би ипак одржао народну скупштину као стару обичајну установу, 18. марта 1839. Кнез Милош је издао указ да се Скупштина и даље сазива „и ако у Уставу од 1838. о томе није ништа наређено."
Кад је неслагање између Кнеза Милоша и Савета узело велике размере, 12. априла 1839. Кнез Милош је прешао у Земун, с намером да се не враћа у Србију. Савет је учинио покушај да приволи Кнеза да се врати у земљу. Сазвана је ради тога једна ужа скупштина старешина и чланова Савета, па је једна саветска делегација прешла у Земун да уреди односе између Кнеза и Савета и замоли кнеза да се врати у Србију.
После преговора који су дуго трајали Кнез Милош се вратио у Београд.